# A.C. Milan w sezonie 1971/1972

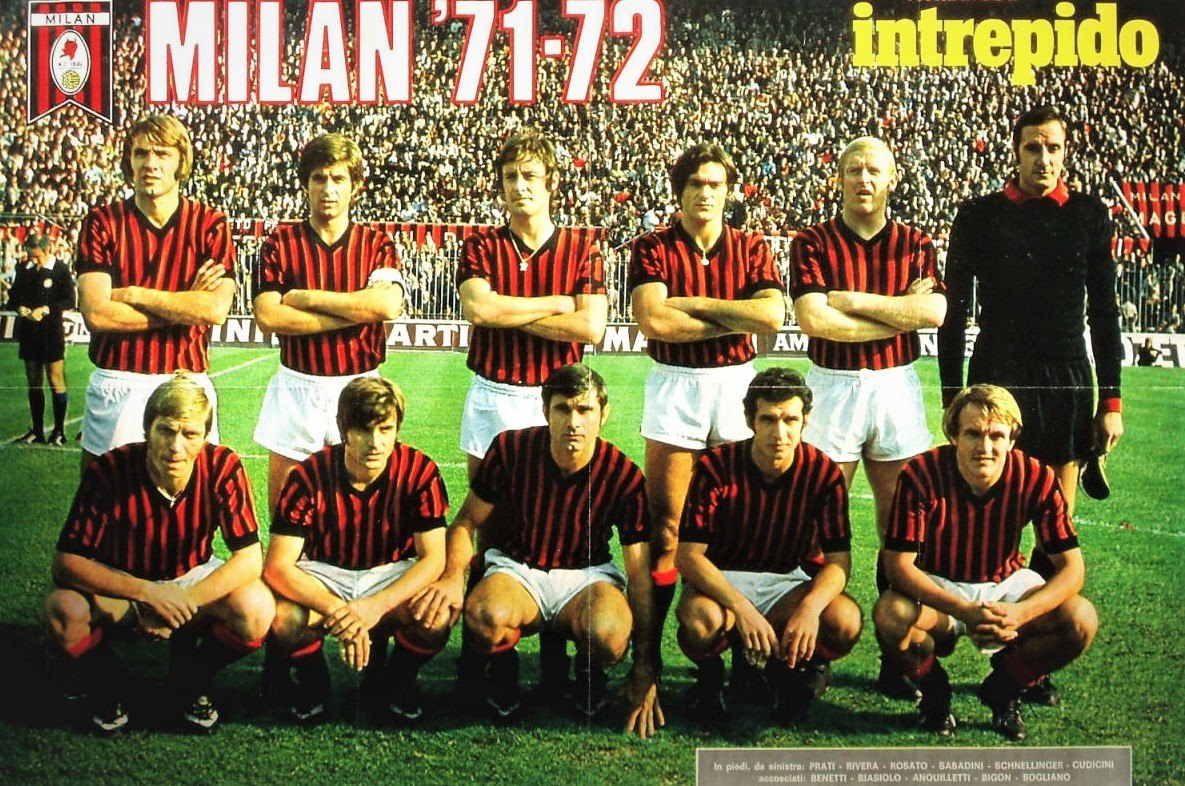
A.C. Milan 1971/72

Osiągnięcia i skład piłkarskiego zespołu A.C. Milan w sezonie 1971/72.

## Osiągnięcia
- Serie A: 2. miejsce
- Puchar Włoch: zwycięstwo
- Puchar UEFA: odpadnięcie w 1/2 finału

## Podstawowe dane
- Oficjalna nazwa klubu: Associazione Calcio Milan
- Siedziba klubu: Via F. Turati 3
- Boisko: San Siro
- Prezes klubu:  Federico Sordillo
- Trener zespołu:  Nereo Rocco
- Kapitan drużyny:  Gianni Rivera

## Skład zespołu
Bramkarze:
| Włochy | Pierangelo Belli |
| Włochy | Fabio Cudicini   |
| Włochy | Villiam Vecchi   |

Obrońcy:
| Włochy | Angelo Anquilletti      |
| Włochy | Simone Boldini          |
| Włochy | Aldo Maldera            |
| Włochy | Luigi Maldera           |
| Włochy | Luciano Monticolo       |
| Włochy | Roberto Rosato          |
| Włochy | Giuseppe Sabadini       |
| Niemcy | Karl-Heinz Schnellinger |
| Włochy | Giulio Zignoli          |

Pomocnicy:
| Włochy | Romeo Benetti      |
| Włochy | Giorgio Biasiolo   |
| Włochy | Guidi Magherini    |
| Włochy | Gianni Rivera      |
| Włochy | Pierpaolo Scarrone |
| Włochy | Ricardo Sogliano   |
| Włochy | Vincenzo Zazzaro   |

Napastnicy:
| Włochy | Alberto Bigon  |
| Włochy | Lino Golin     |
| Włochy | Pierino Prati  |
| Włochy | Carlo Tresoldi |
| Włochy | Silvano Villa  |